# What Are You Waiting For?
What Are You Waiting For? è l'album d'esordio del gruppo musicale canadese FM Static, pubblicato nel 2003.

## Tracce
1. Three Days Later - 2:23
2. Crazy Mary - 2:47
3. Something to Believe In - 2:49
4. Definitely Maybe - 2:50
5. Donna - 2:16
6. All the Days - 2:26
7. Hold Me Twice - 2:39
8. The Notion - 2:10
9. October - 2:50
10. My First Stereo - 6:32
11. Traccia fantasma senza titolo - 10:10

## Formazione
Cast artistico
- Trevor McNevan - voce
- Steven Augustine - batteria
- John Bunner - chitarra
- Justin Smith - basso

Cast tecnico
- Brandon Ebel - A&R, produttore esecutivo, fotografia
- Troy Glessner - masterizzazione
- David Johnson - fotografia
- J.R. McNeely - missaggio
- Adam McGhie - assistenza al missaggio
- Aaron Sprinkle - ingegneria del suono, chitarra, produzione